# Lúbia
Lúbia é uma vila e comuna angolana que se localiza na província do Bié, pertencente ao município de Nharea.Dista a 62 km da Sede Municipal<rComunas. Ministério da Administração do Território e Reforma do Estado. 2018.</ref>